# غسان عبد الخالق
غسَّان إسماعيل عبد الخالق هو سارد ومفكر وناقد وأكاديمي أردني. إذ بدأ منهجه في النقد العربي واقعيًّا نقديًّا، ثمَّ استقر ناقدًا ثقافيًّا، وتمثَّل منهجه الآخر في الفكر العربي عقلانيًّا نقديًّا، فهو يصنَّف من مفكِّري التيار الحداثي في الوطن العربي، وقد صدر له العديد من المؤلفات في حقول السرد والفكر والنقد والحوار. 
وُلِدَ غسَّان عبد الخالق في مدينة الزرقاء الأردنية، في السادس من شهر تشرين الثاني عام 1962م، ونشأ في أسرة فقيرة الحال. ومنذ صغره بدا نزوعه إلى القراءة والمطالعة، فتلقى اهتمامًا من أسرته ومعلميه، ثمَّ بدأ ينخرط في المنديات الثقافية. والتحق بجامعة اليرموك وتخرج فيها عام 1985م، حاصلًا على شهادة البكالوريوس في اللغة العربية وآدابها، وقد تتلمذ في هذه المرحلة على عدد من الأساتذة مثل: عفيف عبد الرحمن وكمال أبو ديب وأحمد الزعبي وعلي الشرع وإبراهيم السعافين وعمر الأسعد ويونس شنوان وقاسم المومني وسمير ستيتية وإبراهيم الفيومي وإبراهيم السنجلاوي ويوسف بكّار، ولكنه تأثر بوجه خاصّ بالناقد كمال أبو ديب.

## السيرة المهنية
اتجه غسَّان عبد الخالق إلى الفلسفة، ودرس في الجامعة الأردنية على عدد من أساتذة الفلسفة البارزين، منهم: أحمد ماضي ونايف ذياب وعادل ضاهر وفهمي جدعان ووليد عطاري وسلمان البدور وسحبان خليفات، فيما أنه تأثر بالفيلسوفين الكبيرين: عادل ضاهر وفهمي جدعان؛ فقد تواصلت علاقته بالأخير، وتحولت إلى صداقة وطيدة جدًّا، وكتب في فكره عددًا من الدراسات والمقالات، فضلًا عن أنه أعدَّ وقدَّم وحرَّر الكتاب التكريميّ الخاصّ به. 
دفعه طموحه إلى الاتحاق مجددًّا بالجامعة الأردنية، فنال منها درجتي الماجستير والدكتوراه في النقد العربيّ، عام 1996م، وقد أخذ في هاتين المرحلتين عن عدد من الأساتذة الأجلاء، منهم: هاشم ياغي وعبد الرحمن ياغي ونصرت عبد الرحمن ومحمود السمرة ونهاد الموسى وعبد الرحمن خليفة ومحمود إبراهيم، ولكنه تأثر بوجه خاصّ بأستاذيه الكبيرين: هاشم ياغي ونصرت عبد الرحمن.
تأثر غسَّان عبد الخالق بإحسان عباس وناصر الدين الأسد، وربطته بهما علاقة شخصية؛ فقد تتلمذ على الأول في منزله طوال مرحلتي الماجستير والدكتوراه، حيث كان يزوره كل أسبوع ويقضي معه ساعتين إلى ثلاث ساعات على انفراد، يحاوره ويفيد منه، وقدَّم كتابًا قيّمًا بعنوان: حنين مؤجل، عرض فيه لحوارته معه. وأمَّا الثاني، فقد كان يزوره في مكتبه، يستقي منه الأدب والفكر.

### المناصب
وعلى الصعيد العمليّ، فقد عُيِّن غسَّان عبد الخالق أستاذًا في جامعة فيلادلفيا فور انتهائه من الدكتوراه، عام 1996م، وشغل العديد من المناصب الإداريَّة المهمَّة، داخل الجامعة وخارجها، منها:
1. مستشار مؤسسة عبد الحميد شومان( 1998– 2004)
2. مساعد رئيس جامعة فيلادلفيا( 1999– 2000)
3. عميد شؤون الطلبة في جامعة فيلادلفيا( 2003– 2009)
4. مؤسس مهرجان فيلادلفيا للمسرح الجامعيّ العربيّ، ورئيس لجنته المنظمة لست دورات( 2003– 2019)
5. أمين العلاقات العامة في رابطة الكتّاب الأدنيين( 2010– 2012)
6. عميد كلية الآداب والفنون في جامعة فيلادلفيا( 2012– 2019)
7. رئيس تحرير مجلة فيلادلفيا الثقافية( 2012– 2019)
8. رئيس جمعية النقاد الأردنيين لدورتين متتاليتين( 2014– 2018)
9. رئيس اللجنة المنظمة لمؤتمر فيلادلفيا الدوليّ( 2019– 2019)
10. عضو هيئات العديد من المجلات الثقافية والأكاديمية في والوطن العربي، مجلة كليات الآداب في الوطن العربي، ومجلة أفكار الصادرة عن وزارة الثقافة الأردنية، ومجلة مقابسات الصادرة عن المعهد الملكي للدراسات الدينية.

## المؤلفات
على الصعيد البحثيّ، نشر غسان عبد الخالق نحو 27 بحثًا محكّمًا في مجلات عربية وأجنبية، وحرر وقدّم ما يزيد على 100 كتاب في الأدب والنقد والفكر، فضلًا عن أنه أشرف على وشارك في مناقشة العديد من الرسائل الجامعية. 

### المؤلفات الأولى
أصدر غسَّان عبد الخالق أول مجموعة من مؤلفاته في السرد والفكر والنقد، وهي على النحو الآتي أدناه.
في السرد:
- نقوش البياض/ قصص قصيرة، دار الكرمل، عمَّان، 1992.
- ليالي شهريار/ قصص قصيرة، دار الينابيع، عمَّان، 1994.

وفي الفكر والنقد:
- الزمان، المكان، النص: اتجاهات في الرواية العربية المعاصرة في الأردن، دار الينابيع، بدعم من وزارة الثقافة، عمَّان، 1993.
- مفهوم الأدب في الخطاب الخلدونيّ، دار الكرمل، منشورات رابطة الكتّاب الأردنيين، بدعم من مؤسسة شومان، عمَّان، 1994.

وتباعًا، استكمل غسَّان عبد الخالق إصداراته في حقول السرد والفكر والنقد والحوار، فقد صدر له: 

### في السّرد
- بعض ما أذكره، سيرة ذاتية، الدار الأهلية، عمّان، 2016.
- السّور والعصفور، ما يشبه اليقين في وصف بلاد الصين، رحلة روائية، دار فضاءات، عمَّان، 2019.
- معجم القلوب، الكوكب المنسي في رحلة ياقوت الحموي، رواية، دار فضاءات، عمَّان، 2020.
- بعص ما نسيته، سيرة ذاتية، الدار الأهلية، عمَّان، 2020.

### وفي الفكر والنّقد
- الأخلاق في النقد العربي: من القرن الثالث حتى القرن السادس،  المؤسسة العربية للدراسات والنشر، بيروت، 1999.
- جهة خامسة: دراسات تطبيقية في أدب نجيب محفوظ، المؤسسة العربية للدراسات والنشر، بيروت، 1999.
- الدولة والمذهب: دراسات في الفكر العربي والإسلامي قديمًا وحديثًا، المؤسسة العربية للدراسات والنشـر، بيروت، 2000. الآن ناشرون وموزعون، ط2، عمَّان، 2017.
- الغاية والأسلوب: دراسات وقراءات نقدية في السرد العربي الحديث في الأردن، بدعم من الدائرة الثقافية في أمانة عمَّان، عمّان، 2000.
- بين الموروث والنهضة والحداثة: صور من جدل النقد في الأدب العربي، المؤسسة العربية للدراسات والنشر، بدعم من وزارة الثقافة، بيروت، 2001.
- ثلاثاء الرّماد: مقالات حول الغرب والعرب في عام الحقيقة، دار الكرمل، عمَّان، 2003.
- الثقافة والحياة العربية: معاينات في ضوء مقولة صدام الحضارات وتحديات العولمة، بدعم من الدائرة الثقافية في أمانة عمَّان، عمَّان، 2006.
- تأويل الكلام: دراسات تطبيقية في الشعر وأحوال الشعراء، دار أزمنة، بدعم من وزارة الثقافة، عمَّان، 2007.
- حنين مؤجل: دراسة، مقالات، حوارات مع احسان عباس، دار أزمنة، بدعم من وزارة الثقافة، عمَّان، 2009.
- الأعرابي التائه: مقاربات في تجربة مؤنس الرزاز الروائية، دار ورد، بدعم من أمانة عمَّان، عمَّان، 2010.
- الرمز والدلالة: مقاربات تطبيقية في الشعر العربي، بدعم من وزارة الثقافة، عمَّان، 2010.
- بساط الريح: دراسات تطبيقية في أدب الرحلات، بدعم من وزارة الثقافة، عمَّان، 2015.
- الصوت والصدى: مراجعات تطبيقية في أدب الاستشراق، دار فضاءَات، عمَّان، 2016.
- المتن والهامش: مقاربات مختارة في الفكر والسياسة، دار فضاءات، عمَّان، 2017.
- الغابة والأشجار: مقاربات مختارة في الأدب والنقد والفن، دار فضاءات، عمَّان، 2018.
- الذات والموضوع: دراسات تطبيقية في أدب السيرة العربية، الدار الأهلية، عمَّان، 2019.

### في أدب الحوار
- بساط الكلام: حوارات مع غسّان إسماعيل عبد الخالق (1992-2002)، إعداد وتحرير وتقديم: تيسير النجّار، دار الكرمل، ط1،عمّان، 2002.

### الأبحاث المحكمة
نشر نحو سبعة وعشرين بحثًا محكّمًا ، أبرزها: 
- شعر المتنبي في (دلائل الإعجاز) لعبد القاهر الجرجاني، دراسات وأبحاث، دورية علمية عالمية محكّمة، جامعة الجلفة، الجزائر، ع13، 2013.
- مرجعيات (ليلة النهر) لعلي أحمد باكثير، مجلة التربية والعلم، مجلة دورية محكّمة، جامعة الموصل، 2013.
- كيف يحاول المهزوم أن يبدو منتصرًا في (قنديل أم هاشم)؟!، مجلة جامعة القدس المفتوحة للبحوث والدراسات المحكّمة، جامعة القدس المفتوحة، فلسطين، 2013.
- ناصر الدين الأسد وتحرير المصطلح السياسي والاقتصادي، (مراجعات في كتاب نحن والآخر: صراع وحوار)، بحث محكّم في ندوة علميّة، جامعة فيلادلفيا، 2013.
- صورة القدس في أدب الرحلة؛ ابن بطوطة نموذجًا، مجلّة فصل الخطاب، دورية أكاديمية محكّمة يصدرها مخبر الخطاب الحجاجي في الجزائر، جامعة ابن خلدون، تيارت، الجزائر، المجلد الثاني، العدد 7، 2014.
- إحسان عباس؛ عميد النقّاد والمحقّقين العرب، موسوعة أبحاث ودراسات في الأدب الفلسطيني الحديث (م 7 الفكر والنقد الفلسطيني)، 2014، أكاديمية القاسمي، فلسطين.
- الخبز الحافي من منظور فرويدي، بحث في كتاب محكّم (دراسات في أدب السيرة الذاتية)، عمادة البحث العلمي والدراسات العليا في جامعة فيلادلفيا، 2016.
- ما وراء صورة المرأة المثقفة في "ألف ليلة وليلة - حكاية الجارية تودّد أنموذجًا"، أوراق مؤتمر فيلادلفيا الدولي التاسع عشر، بحوث علميّة محكّمة، 2016.
- (أنا) العقاد في الميزان، مجلّة جامعة ابن رشد في هولندا، دورية علمية محكّمة تصدر فصليًا، العدد 23، أيار، 2017.
- أين أبو الفتح الإسكندري في (الرسالة الأولى) لأبي دُلُف الخزرجي؟!، ملتقى عيون الأدب العربي الثامن، أدب الرحلة، مراكش، 2017.
- بلاغة الشارع ومعجم ألفاظ الربيع العربي، مجلّة الآداب (علمية فصلية محكّمة)، كلية الآداب، جامعة بغداد، العدد 121، 2017.
- مدخل تطبيقي إلى نظرية الفراشة في الأدب العربي، مجلّة جامعة القدس المفتوحة للأبحاث والدراسات المحكّمة، 2017.
- Developing Languages to Face Challenges of Globalization and Clash of Civilizations: Arabic Language as an Example, Journal of Education and Learning, Canadian of Science and Education, Vol, 7, No. 4, in August 2018.
- ما بعد موسم الهجرة إلى الشمال، مجلة اتحاد كليات الآداب في الوطن العربي، 2018.